# Sognsvann Station
Sognsvann Station (Sognsvann stasjon) er en metrostation, der er endestation for Sognsvannsbanen på T-banen i Oslo. Stationen ligger ved Norges idrettshøgskole og Riksarkivet i kvarteret Kringsjå nær Nordmarka og søen Sognsvann. Mellem stationen og søen ligger der en stor parkeringsplads.